# Звірі (фільм)
Звірі (гал. As bestas) — іспано-французький трилер 2022 року режисера Родріго Сорогоєна, який написав сценарій разом з Ізабель Пенья. У головних ролях: Дені Меноше, Марина Фоїс, Луїс Заера та Дієго Анідо. Іспансько-французька копродукція, знята галісійською, французькою та іспанською мовами.
Знятий на основі реальних подій, пов'язаними з голландською парою в Сантоала, сюжет розповідає про французьку пару (Меноше та Фуа), яка оселилася в галісійській сільській місцевості, досліджуючи проблеми ксенофобії та ескалації ворожнечі між сусідами, підкріпленими конфліктом проти проекту вітряної електростанції.
Світова прем'єра фільму відбулася на 75-му Каннському кінофестивалі 26 травня 2022 року, фестиваль також включав покази в Сан-Себастьяні, Токіо та Чикаго. Фільм вийшов у прокат у Франції 20 липня 2022 року та в Іспанії 11 листопада 2022 року.
«Звірі» отримали 17 номінацій на 37-й церемонії вручення премії «Гойя», перемігши в 9 категоріях, включаючи найкращий фільм, режисуру, оригінальний сценарій і головну чоловічу роль (Меноше). Фільм також отримав премію «Сезар» за найкращий іноземний фільм.

## Сюжет
Сюжет фільму заснований на реальних подіях, що відбувалися в напівпокинутому селі Сантоала, муніципалітету Петін, з 2010 по 2014 рік. Дія розгортається в сільській місцевості Галісії, і розповідається про французьку пару (Антуан і Ольга Дені), яка оселилася в маленькому селі, прагнучи поєднатися з природою, вирощуючи та продаючи власні екологічно чисті культури та відновлюючи занедбані будинки, щоб їх можна було заселити знову. Однак їхня присутність викликає ворожість у пари сусідів, братів Анта Ксана (жорсткого чоловіка, який звик взаємодіяти за принципом «сила робить правильним») і Лоренцо (зі зниженими розумовими здібностями внаслідок нещасного випадку, який він пережив у дитинстві). Брати протистоять французам у суперечці щодо продажу землі вітроенергетичній компанії. Антуан і Ольга виступають проти угоди і блокують її, в той час як Ксан, разом з більшістю жителів села, хоче отримати гроші, щоб виїхати з села і отримати шанс на краще життя для себе і своєї сім'ї.
Антуан повідомляє місцеву Цивільну гвардію про ворожу поведінку братів Анта, які вторглися на його ферму і мочаться на його власність, але ті не сприймають його занепокоєння серйозно, наполягаючи на тому, що вони повинні вирішити свою суперечку шляхом діалогу. Намагаючись зафіксувати докази їхньої поведінки, Антуан починає потайки знімати братів, але ті швидко помічають і ще більше розлючуються. Антуан знаходить у колодязі ферми два автомобільні акумулятори, внаслідок чого отруєно свинцем урожай помідорів. Він розгнівано вдирається до помешкання братів. Правоохоронці не мають доказів, щоб звинуватити братів у саботажі на фермі, і вважають, що обидві сторони винні у протистоянні один з одним. Проїжджаючи вночі сільською дорогою, Антуан і Ольга виявляють, що їм перегородив шлях автомобіль братів, які підходять до подружжя з рушницею і неодноразово стукають у вікно. Ольга зізнається, що боїться за їх безпеку, вважаючи, що вони вбили б Антуана, якби вона не була поруч.
Помирає ще один мешканець села, який виступав проти будівництва вітроелектростанції, а його син виступає за прийняття угоди, залишаючи Антуана та Ольгу єдиними противниками. Антуан зустрічає братів у місцевому пабі та пояснює, що якби ще одне голосування виявило, що він єдиний житель села, який виступає проти угоди, він би прийняв думку більшості та покинув село. Однак через саботаж їхнього врожаю їм потрібно залишитися щонайменше на рік, щоб відшкодувати свої втрати, а до того часу, на думку Ксана, забудовники зацікавляться чимось іншим. Коли Антуан вигулював свого собаку у віддаленому лісі, за ним стежили брати. Незабаром вони наздоганяють його. Передбачаючи жорстоке протистояння, він налаштовує свою камеру на запис і ховає її на галявині. Зав'язується боротьба, і брати душать Антуана до смерті.
Рік потому зникнення Антуана залишається нерозкритим. Ольга продовжує вести господарство сама, а вільний час проводить у пошуках тіла Антуана чи доказів його вбивства. Донька Антуана та Ольги Марі приїжджає в гості з Франції. Вона стурбована тим, що Ольга живе так близько до вбивць її батька, наполягаючи, що їй потрібно змиритися зі смертю Антуана та піти, але Ольга відмовляється. Зрештою Ольга знаходить побиту камеру і віддає картку пам'яті до Громадської гвардії, але вони кажуть їй, що вона безповоротно пошкоджена. Однак вони погоджуються відновити пошук навколо місця, де була знайдена камера. Ольга відвідує братів Ксан і наполягає на тому, щоб поговорити з їхньою старенькою матір'ю. Вона каже матері, що її синів скоро посадять до в'язниці, і тоді обидві жінки залишаться в селі самі. Незабаром після цього знаходять тіло Антуана, і коли Ольга їде на впізнання, вона проходить повз матір братів Ксанів, яка самотньо йде по дорозі.

## У ролях
| Актор         | Персонаж    |
| ------------- | ----------- |
| Дені Меноше   | Антуан      |
| Марина Фоїс   | Ольга       |
| Луїс Захера   | Ксан        |
| Дієго Анідо   | Лоренцо     |
| Марі Коломб   | Марі        |
| Луїза Мерелас | Мати братів |

## Робота над картиною
Фільм вироблено компаніями Arcadia Motion Pictures, Caballo Films, Cronos Entertainment і Le Pacte за участі RTVE, Movistar+, Canal+ і Cine+, підтримки Eurimages і фінансування ICAA. Сценарій до фільму написали давня співавторка Сорогоєна Ізабель Пенья та сам Сорогоєн. До знімальної групи також увійшли інші постійні співробітники Сорогоєна (наприклад, Олів'є Арсон як композитор, Алекс де Пабло як оператор-постановник та Альберто дель Кампо як монтажер фільму).
Сорогоєн повідомив, що зніме фільм «як вестерн». Зйомки розпочалися 16 вересня 2021 року та завершилися 13 грудня 2021 року. Місцями зйомок були Ель-Б'єрсо та внутрішня Галісія.

## Випуск у прокат
«Звірі» дебютували на 75-му Каннському кінофестивалі 26 травня 2022 року і були показані поза конкурсом у секції «Каннська прем'єра». Розповсюджений Le Pacte, фільм вийшов у французьких кінотеатрах 20 липня 2022 року Він також був показаний на 70-му Міжнародному кінофестивалі в Сан-Себастьяні у вересні 2022 року як частина фільму «Перлини». Його також було обрано в головну таблицю 35-го Токійського міжнародного кінофестивалю (для його прем'єри в Азії). Розповсюджений A Contracorriente, він вийшов у прокат в Іспанії 11 листопада 2022 року До кінця року він зібрав 3,6 мільйона євро в іспанському прокаті, став 6-м найкасовішим іспанським фільмом у цілому.
Latido Films передала американські права на фільм Greenwich Entertainment. Дистриб'ютор із Великобританії та Ірландії Керзон також отримав права на фільм.

## Оцінка

### Критика
Згідно з даними на веб-сайті агрегатора рецензій Rotten Tomatoes, «Звірі» мають 100 % рейтинг схвалення на основі 32 рецензій критиків із середньою оцінкою 8,7/10, а консенсус критиків на сайті звучить так: «Родріго Сорогоєн закидає нас у сільську Галісію у фільмі „Звірі“, де напруга та тривога поширюються як лісова пожежа в палаючий історії про занепалу людську природу». Metacritic присвоїв фільму середньозважену оцінку 87 балів зі 100, спираючись на думки 5 критиків, що свідчить про «загальне визнання».
Венді Айд із ScreenDaily назвала фільм «приголомшливим психологічним трилером і задумливим, м'язистим твором кіномистецтва, який максимально використовує як галицьке тло, так і вражаючу фізичну силу Меношета і, в ролі його недруга Хана, чудового Луїса Захера».
Ману Яньєс з Fotogramas оцінив фільм на 3 зірки з 5, написавши, що Сорогоєн «проявляє свій талант створювати ситуації, сповнені відвертої ворожнечі», оцінивши «те, як Сорогоєн керує темпом кожної сцени» як найкраще у фільмі, в той час як найгіршим у ньому він назвав «гротескний портрет мешканців сільської Галісії», близький до карикатури.
Філіп Енгель з Cinemanía оцінив фільм у 4 з половиною зірки, вказавши на дві послідовності кадрів, що працюють у дзеркальному відображенні (відповідно про Меноше, Захеру та Анідо, а також Фоїса та Коломба), як на серце фільму, підкресливши, що «Звірі» — це «фільм про звірів, хоча й не зовсім закруглений, через складність, яка віддаляє його від чистоти вестерну».
Ракель Ернандес Лухан з HobbyConsolas оцінила «Звірів» у 85 балів («дуже добре»), підкресливши напругу протягом першої години, а також гру Меноше, Фуа та Захери як найвидатніших акторів фільму.
Ерік Ортіс Гарсія з ScreenAnarchy оцінив фільм як такий, що «вирізняється довершеними сценами повсякденної напруженості в крещендо, а також складним тлом конфлікту».
Марта Медіна з El Confidencial оцінила фільм на 4 з 5 зірок, вважаючи, що його найкращим союзником є «формальна чистота та лаконічність».
У серпні 2022 року члени Академії кінематографічних мистецтв і наук Іспанії обрали «Звірів» у свій шорт-лист із трьох попередніх відборів для подання на 95-ту премію «Оскар» за найкращий міжнародний повнометражний фільм разом із «Алькаррасом» і «Колисковою».

### Топ-10
Фільм потрапив у десятку найкращих європейських фільмів 2022 року за версією ряду критиків:
- 3rd — Cineuropa (Aurore Engelen)[33]
- 6th — Cineuropa (Alfonso Rivera)[33]
- 7th — Cineuropa (Vittoria Scarpa)[33]
- 9th — Cineuropa (Júlia Olmo)[33]

Крім того, він також увійшов до десятки найкращих іспанських фільмів 2022 року:
- 1st — Cadena SER (Elio Castro)[34]
- 2nd — Cadena SER ('El cine en la SER' critics)[34]
- 2nd — ABC (Oti Rodríguez Marchante)[35]
- 2nd — Vanity Fair (Juan Sanguino & Paloma Rando)[36]
- 3rd — Cadena SER (Pepa Blanes (es))[34]
- 3rd — El Cultural (Juan Sardá)[37]
- 4th — El Confidencial (Marta Medina)[38]
- 4th — El Español ('Series&más' critics)[39]
- 4th — El Cultural (Javier Yuste)[37]
- 4th — El Mundo (Luis Martínez)[40]
- 5th — El Periódico de Catalunya (critics)[41]
- 6th — El Cultural (Begoña Donat)[37]
- 6th — Cadena SER (Jose M. Romero)[34]
- 9th — El Cultural (Carlos Reviriego)[37]

### Нагороди і номінації
| Рік  | Нагорода                                        | Категорія                                                                             | Номінація                                                         | Результат    | Прим.                |
| ---- | ----------------------------------------------- | ------------------------------------------------------------------------------------- | ----------------------------------------------------------------- | ------------ | -------------------- |
| 2022 | 70-й Міжнародний кінофестиваль у Сан-Себастьяні | Приз глядацьких симпатій міста Доностія/Сан-Себастьян за найкращий європейський фільм | «Звірі»                                                           | Перемога     | [ 42 ]               |
| 2022 | 58-й Міжнародний кінофестиваль у Чикаго         | Золотий Г'юго                                                                         | «Звірі»                                                           | Номінація    | [ 43 ]               |
| 2022 | 58-й Міжнародний кінофестиваль у Чикаго         | Срібний Г'юго за найкраще групове виконання                                           | Дені Меноше, Марина Фоїс, Луїс Захера, Дієго Анідо та Марі Коломб | Перемога     | [ 44 ]               |
| 2022 | 35-й Токійський міжнародний кінофестиваль       | Гран-прі                                                                              | «Звірі»                                                           | Перемога     | [ 45 ]               |
| 2022 | 35-й Токійський міжнародний кінофестиваль       | Кращий режисер                                                                        | Родріго Сорогоєн                                                  | Перемога     | [ 45 ]               |
| 2022 | 35-й Токійський міжнародний кінофестиваль       | Кращий актор                                                                          | Дені Меноше                                                       | Перемога     | [ 45 ]               |
| 2022 | 28-ма церемонія нагородження Forqué Awards      | Кращий фільм                                                                          | «Звірі»                                                           | Перемога     | [ 46 ] [ 47 ]        |
| 2022 | 28-ма церемонія нагородження Forqué Awards      | Кращий актор                                                                          | Дені Меноше                                                       | Перемога     | [ 46 ] [ 47 ]        |
| 2023 | 28-ма Премія «Люм'єр»                           | Премія «Люм'єр» найкращому актору                                                     | Дені Меноше                                                       | Номінація    | [ 48 ]               |
| 2023 | 28-ма Премія «Люм'єр»                           | Найкраще міжнародне спільне виробництво                                               | Найкраще міжнародне спільне виробництво                           | Перемога     | [ 48 ]               |
| 2023 | 10-та церемонія нагородження Premios Feroz      | Кращий драматичний фільм                                                              | Ігнасі Естапе, Сандра Тапіа, Ібон Кормензана, Едуардо Вільянуева  | Перемога     | [ 49 ] [ 50 ] [ 51 ] |
| 2023 | 10-та церемонія нагородження Premios Feroz      | Найкращий режисер                                                                     | Родріго Сорогоєн                                                  | Номінація    | [ 49 ] [ 50 ] [ 51 ] |
| 2023 | 10-та церемонія нагородження Premios Feroz      | Найкращий сценарій                                                                    | Родріго Сорогоєн, Ізабель Пенья Домінго                           | Номінація    | [ 49 ] [ 50 ] [ 51 ] |
| 2023 | 10-та церемонія нагородження Premios Feroz      | Найкраща жіноча роль                                                                  | Марина Фої                                                        | Номінація    | [ 49 ] [ 50 ] [ 51 ] |
| 2023 | 10-та церемонія нагородження Premios Feroz      | Найкраща чоловіча роль                                                                | Дені Меноше                                                       | Номінація    | [ 49 ] [ 50 ] [ 51 ] |
| 2023 | 10-та церемонія нагородження Premios Feroz      | Кращий актор другого плану                                                            | Дієго Анідо                                                       | Номінація    | [ 49 ] [ 50 ] [ 51 ] |
| 2023 | 10-та церемонія нагородження Premios Feroz      | Кращий актор другого плану                                                            | Луїс Захера                                                       | Перемога     | [ 49 ] [ 50 ] [ 51 ] |
| 2023 | 10-та церемонія нагородження Premios Feroz      | Кращий саундтрек                                                                      | Олів'є Арсон                                                      | Перемога     | [ 49 ] [ 50 ] [ 51 ] |
| 2023 | 10-та церемонія нагородження Premios Feroz      | Найкращий трейлер                                                                     | Мігель Анхель Труду                                               | Номінація    | [ 49 ] [ 50 ] [ 51 ] |
| 2023 | 10-та церемонія нагородження Premios Feroz      | Кращий кінопостер                                                                     | Жорді Рінс, Лусія Фарейг                                          | Номінація    | [ 49 ] [ 50 ] [ 51 ] |
| 2023 | 2-та церемонія нагородження «Кармен»            | Найкращий неандалузький фільм                                                         | Найкращий неандалузький фільм                                     | Перемога     | [ 52 ]               |
| 2023 | 78-ма CEC Medals                                | Кращий фільм                                                                          | Кращий фільм                                                      | Перемога     | [ 53 ] [ 54 ]        |
| 2023 | 78-ма CEC Medals                                | Найкращий режисер                                                                     | Родріго Сорогоєн                                                  | Перемога     | [ 53 ] [ 54 ]        |
| 2023 | 78-ма CEC Medals                                | Найкращий актор                                                                       | Дені Меноше                                                       | Перемога     | [ 53 ] [ 54 ]        |
| 2023 | 78-ма CEC Medals                                | Найкраща акторка                                                                      | Марина Фої                                                        | Перемога     | [ 53 ] [ 54 ]        |
| 2023 | 78-ма CEC Medals                                | Кращий актор другого плану                                                            | Луїс Захера                                                       | Перемога     | [ 53 ] [ 54 ]        |
| 2023 | 78-ма CEC Medals                                | Кращий актор другого плану                                                            | Дієго Анідо                                                       | Номінація    | [ 53 ] [ 54 ]        |
| 2023 | 78-ма CEC Medals                                | Краща акторка другого плану                                                           | Марі Коломб                                                       | Номінація    | [ 53 ] [ 54 ]        |
| 2023 | 78-ма CEC Medals                                | Краща акторка другого плану                                                           | Луїза Мерелас                                                     | Номінація    | [ 53 ] [ 54 ]        |
| 2023 | 78-ма CEC Medals                                | Найкращий оригінальний сценарій                                                       | Родріго Сорогоєн, Ізабель Пенья Домінго                           | Перемога     | [ 53 ] [ 54 ]        |
| 2023 | 78-ма CEC Medals                                | Найкраща операторська робота                                                          | Алекс ДеПоль                                                      | Перемога     | [ 53 ] [ 54 ]        |
| 2023 | 78-ма CEC Medals                                | Найкращий монтаж                                                                      | Альберто дель Кампо                                               | Перемога     | [ 53 ] [ 54 ]        |
| 2023 | 78-ма CEC Medals                                | Найкраща музика                                                                       | Олівер Арсон                                                      | Перемога     | [ 53 ] [ 54 ]        |
| 2023 | 37-ма церемонія вручення премії Гойя            | Найкращий фільм                                                                       | Найкращий фільм                                                   | Перемога     | [ 55 ] [ 56 ]        |
| 2023 | 37-ма церемонія вручення премії Гойя            | Найкращий режисер                                                                     | Родріго Сорогоєн                                                  | Перемога     | [ 55 ] [ 56 ]        |
| 2023 | 37-ма церемонія вручення премії Гойя            | Найкращий оригінальний сценарій                                                       | Родріго Сорогоєн, Ізабель Пенья Домінго                           | Перемога     | [ 55 ] [ 56 ]        |
| 2023 | 37-ма церемонія вручення премії Гойя            | Найкращий актор                                                                       | Дені Меноше                                                       | Перемога     | [ 55 ] [ 56 ]        |
| 2023 | 37-ма церемонія вручення премії Гойя            | Найкраща акторка                                                                      | Марина Фої                                                        | Номінація    | [ 55 ] [ 56 ]        |
| 2023 | 37-ма церемонія вручення премії Гойя            | Кращий актор другого плану                                                            | Дієго Анідо                                                       | Номінація    | [ 55 ] [ 56 ]        |
| 2023 | 37-ма церемонія вручення премії Гойя            | Кращий актор другого плану                                                            | Луїс Захера                                                       | Перемога     | [ 55 ] [ 56 ]        |
| 2023 | 37-ма церемонія вручення премії Гойя            | Краща акторка другого плану                                                           | Марі Коломб                                                       | Номінація    | [ 55 ] [ 56 ]        |
| 2023 | 37-ма церемонія вручення премії Гойя            | Найкраща операторська робота                                                          | Алекс ДеПоль                                                      | Перемога     | [ 55 ] [ 56 ]        |
| 2023 | 37-ма церемонія вручення премії Гойя            | Найкращий монтаж                                                                      | Альберто дель Кампо                                               | Перемога     | [ 55 ] [ 56 ]        |
| 2023 | 37-ма церемонія вручення премії Гойя            | Найкраща музика                                                                       | Олівер Арсон                                                      | Перемога     | [ 55 ] [ 56 ]        |
| 2023 | 37-ма церемонія вручення премії Гойя            | Найкращий звук                                                                        | Айтор Беренгер, Фабіола Ордойо та Ясміна Прадерас                 | Перемога     | [ 55 ] [ 56 ]        |
| 2023 | 37-ма церемонія вручення премії Гойя            | Кращий арт-постановник                                                                | Хосе Тірадо                                                       | Номінація    | [ 55 ] [ 56 ]        |
| 2023 | 37-ма церемонія вручення премії Гойя            | Кращий дизайн костюмів                                                                | Паола Торрес                                                      | Номінація    | [ 55 ] [ 56 ]        |
| 2023 | 37-ма церемонія вручення премії Гойя            | Найкращий макіяж і зачіски                                                            | Ірен Педроса, Хесус Гіл                                           | Номінація    | [ 55 ] [ 56 ]        |
| 2023 | 37-ма церемонія вручення премії Гойя            | Найкращі спецефекти                                                                   | Оскар Абадес, Ана Рубіо                                           | Номінація    | [ 55 ] [ 56 ]        |
| 2023 | 37-ма церемонія вручення премії Гойя            | Найкращий виробничий нагляд                                                           | Кармен Санчес де ла Вега                                          | Номінація    | [ 55 ] [ 56 ]        |
| 2023 | 48-ма церемонія вручення премії «Сезар»         | Найкращий фільм іноземною мовою                                                       | Найкращий фільм іноземною мовою                                   | Перемога     | [ 57 ]               |
| 2023 | 31-ша церемонія нагородження Союзу акторів      | Краща кіноактриса в головній ролі                                                     | Марина Фої                                                        | Номінація    | [ 58 ] [ 59 ]        |
| 2023 | 31-ша церемонія нагородження Союзу акторів      | Найкращий актор у головній ролі                                                       | Дені Меноше                                                       | Перемога     | [ 58 ] [ 59 ]        |
| 2023 | 31-ша церемонія нагородження Союзу акторів      | Кращий актор другого плану                                                            | Луїс Захера                                                       | Перемога     | [ 58 ] [ 59 ]        |
| 2023 | 31-ша церемонія нагородження Союзу акторів      | Краща акторка другого плану                                                           | Марі Коломб                                                       | Номінація    | [ 58 ] [ 59 ]        |
| 2023 | 31-ша церемонія нагородження Союзу акторів      | Кращий новий актор                                                                    | Дієго Анідо                                                       | Перемога     | [ 58 ] [ 59 ]        |
| 2023 | 10-а церемонія нагородження Platino Awards      | Найкращий іберо-американський фільм                                                   | Найкращий іберо-американський фільм                               | Номінація    | [ 60 ] [ 61 ]        |
| 2023 | 10-а церемонія нагородження Platino Awards      | Найкращий режисер                                                                     | Родріго Сорогоєн                                                  | Перемога     | [ 60 ] [ 61 ]        |
| 2023 | 10-а церемонія нагородження Platino Awards      | Кращий сценарій                                                                       | Родріго Сорогоєн, Ізабель Пенья                                   | Номінація    | [ 60 ] [ 61 ]        |
| 2023 | 10-а церемонія нагородження Platino Awards      | Кращий актор другого плану                                                            | Луїс Захера                                                       | Перемога     | [ 60 ] [ 61 ]        |
| 2023 | 10-а церемонія нагородження Platino Awards      | Найкращий монтаж фільму                                                               | Альберто дель Кампо                                               | Перемога     | [ 60 ] [ 61 ]        |
| 2023 | 10-а церемонія нагородження Platino Awards      | Найкращий звук                                                                        | Айтор Беренгер, Фабіола Ордойо та Ясміна Прадерас                 | Перемога     | [ 60 ] [ 61 ]        |
| 2023 | 65-та церемонія вручення нагород Ariel Awards   | Найкращий іберо-американський фільм                                                   | Найкращий іберо-американський фільм                               | В очікуванні | [ 62 ]               |